# Pedro Simón Abril
Pedro Simón Abril (Alcaraz, 1530 – Medina de Rioseco, 1595) è stato un umanista spagnolo.
Fu per molto tempo docente all'Università di Saragozza.
Tradusse dal greco antico e dal latino numerose opere di teatro e pubblicò, in latino e in spagnolo, alcune opere per lo studio del latino e del greco. Divulgò e promosse il volgare nei trattati scientifici, poiché riteneva che la lingua parlata dal popolo fosse un modo valido per trasmettere e condividere il sapere.

### Opere
- 1561 – Latini idiomatis docendi ac discendi methodus
- 1567 – De lingua latina vel de arte grammatica
- 1576 – Artis grammaticae latinae linguae rudimenta
- 1583 – Los dos libros de la Grammatica latina escritos en lengua castellana
- 1586 – Gramática griega escrita en lengua castellana
- 1586 – Cartilla griega con correspondencias de letras latinas para aprender por si el leer y escrivir en griego fácilmente
- 1587 – Primera parte de la Filosofía llamada Logica... colegida de la dotrina de los filósofos antiguos y particularmente de Aristoteles
- 1589 – Apuntamientos de como se deven reformar las doctrinas y la manera de enseñarlas
- 1590 – Instrucción para enseñar a los niños fácilmente el leer y el escrivir, i las cosas que en aquella edad les esta bien aprender

### Traduzioni
- Medea di Euripide
- Cratilo e Gorgia di Platone
- Logica e Politica di Aristotele
- Pluto di Aristofane
- Progymnasmata di Aftonio